# Passage Tomb von Knockroe

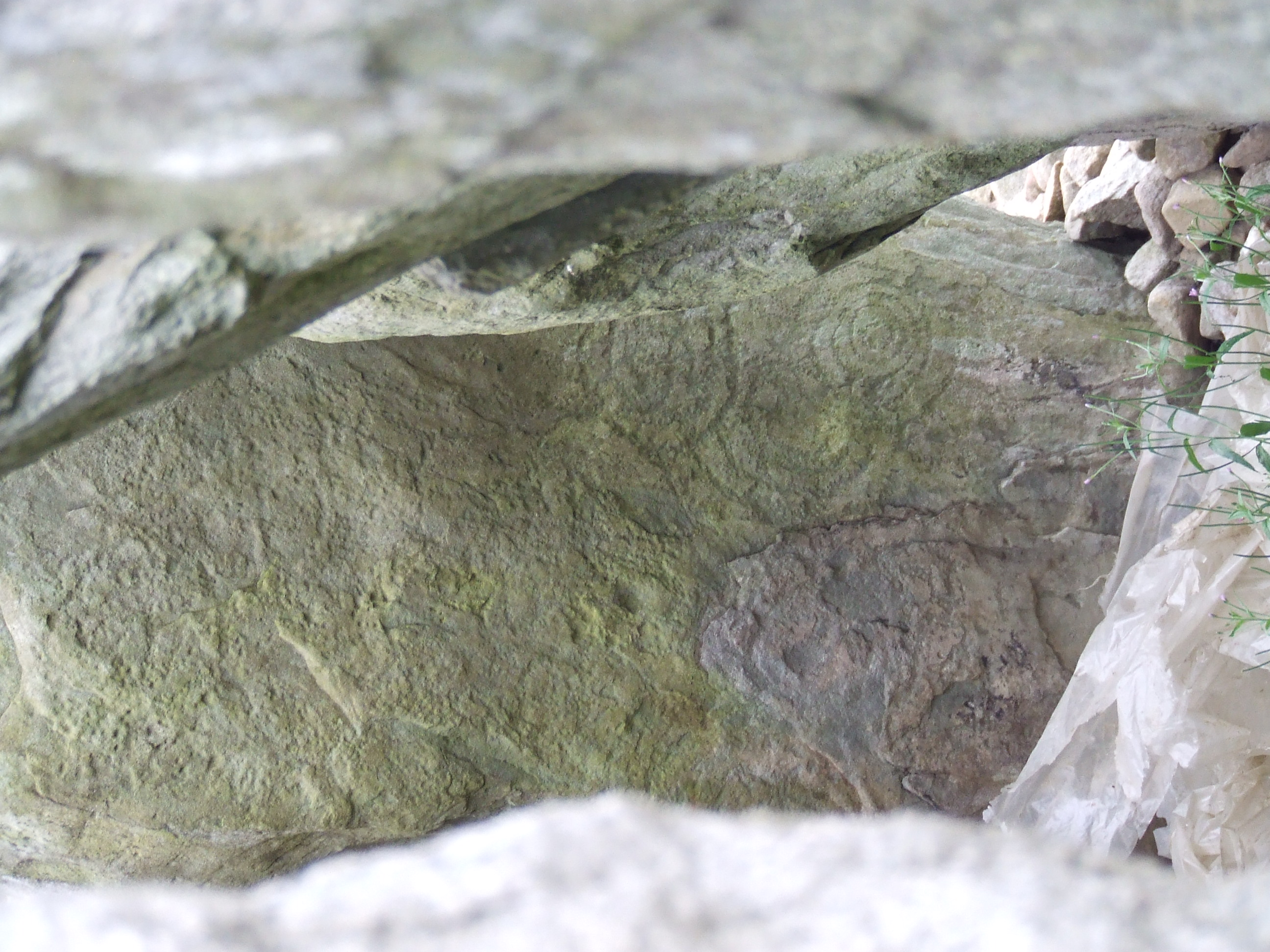
Die Felsritzung

Passage Tomb von Knockroe (irisch An Cnoc Rua, dt.: „der rote Hügel“) ist Passage Tomb im Townland Knockroe in der Civil parish Tullahought (irisch Tulchacht) am Lingaun River, im äußersten Südwesten des County Kilkenny an der Grenze zum County Tipperary in Irland.
Das Passage Tomb von Knockroe (wegen des Aussehens eines Ringforts auch „The Caiseal“ genannt), wurde ab 1990 von Muiris O’Sullivan ausgegraben. 

## Beschreibung
Das Denkmal hat ungewöhnlicherweise zwei getrennte Kammern, bestehend aus etwa 30 Orthostaten an den Enden des von Randsteinen gefassten ovalen, etwa 20 m langen Hügels. An der westlichen Kammer finden sich weiße Quarzsteine, die um die Anlage verstreut zu sehen sind. Der ehemalige Erdhügel und alle Decksteine der Anlage sind verlagert oder ausgegangen. Aufgrund der Parallelität mit datierten Anlagen wird Knockroe zwischen 3000 und 2500 v. Chr. eingeordnet.
Die westliche Kammer hat eine einfache Konstruktion und auf beiden Seiten des Zugangs befinden sich mehrere große abgestufte Orthostaten, die von vorne betrachtet den Eindruck eines Hofes eines Court Tombs machen. Dieses Bild wird durch eine Felsritzung in der westlichen Kammer widerlegt, wie sie nur bei Passage Tombs auftritt und im Design an Fourknocks, Knockmany, Knowth, Loughcrew, Newgrange oder Gavrinis in der Bretagne in Frankreich erinnert. Weitere Ritzungen auf anderen Steinen zeigen, dass nicht nur beide Kammern, sondern auch die Randsteine verziert, aber abgewittert und ohne geeignete Lichtverhältnisse kaum erkennbar sind. Knockroe ist ein irisches National Monument.
In der Nähe liegt das Passage Tomb von Baunfree. Das Portal Tomb von Knockroe liegt im County Carlow.